# Кинески плес
Плес у Кини је веома разнолика уметничка форма која се састоји од многих модерних и традиционалних плесних жанрова. Плесови покривају широк спектар, од народних игара до извођења у опери и балету, и могу се користити у јавним прославама, ритуалима и церемонијама. У Кини такође постоји 56 званично признатих етничких група, а свака етничка мањинска група у Кини такође има своје народне игре. Изван Кине, најпознатији кинески плесови данас су плес змајева и плес лавова.

## Историја
У Кини постоји дуго забележена историја различитих облика плеса. Најранији кинески карактер за "плес",, написан у записима на оклопима корњача, сам је приказ плесачице која у свакој руци држи воловске репове. Неки кинески плесови данас, попут плеса са дугим рукавима, забележени су од врло раних периода, који потичу из најмање династије Џоу. Најважнији плесови раног периода били су ритуална и церемонијална музика и плесови звани јају, а ти плесови су се изводили на царском двору све до династије Кинг, али данас опстају само као наступи на конфуцијанским церемонијама.
Царски двор династије Кин основао је различита одељења одговорна за сакупљање музике и плесова, обуку извођача као и њихове наступе на двору, попут Музичког бироа и Краљевске академије. Током ере шест династија (220 - 589. не), снажни су утицаји из средње Азије у музици и плесу. Уметност плеса достигла је врхунац у династији Танг, а плесови тог периода били су веома разноврсни и космополитски, а нарочито су били популарни плесови из централне Азије. Велики број плесова забележен је у династији Танг, на пример, постоји само преко 60 Великих композиција, које су велике представе са двора Танг, а у царским палатама било је десетине хиљада музичара и плесача.
Међутим, уметност плеса је опала након династије Танг. То је делимично и због све веће популарности праксе везивања стопала, која је можда настала од самих плесача, али је касније чвршће везивање ограничавало њихове покрете, а већа социјална ограничења која су постављена над женама могла су довести и до виртуалне елиминације женских плесачица. Даље, плес је апсорбован у кинеску оперу која је почела да се обликује у династији Сонг и постала је све популарнија и даље се развијала у следећим династијама, а плес као посебна уметничка представа углавном опстаје у народним традицијама. У новије доба, плесна уметност у Кини поново је доживела успон, а савремени развој кинеских плесова наставља се убрзано.

## Традиционални плес
Многи традиционални плесови имају дугу историју. То могу бити народни плесови или плесови који су се некада изводили као ритуали или као забавни спектакл, а неки су се изводили и на царском двору. Међу најпознатијим кинеским традиционалним плесовима су плес змајева и плес лавова, а оба плеса су била позната у ранијим династијама у разним облицима. Облик плеса лавова сличан данашњем плесу лавова описан је још у династији Танг, модерни облик плеса змајева, међутим, је новији развој.
У неким од најранијих плесова забележених у Кини, плесачи су се облачили као животињске и митске звери, а током династије Хан помињани су неки облици змајевог плеса. Змајеви плесови из династије Хан, међутим, не подсећају на савремени облик плеса. Споменути змајеви плесови укључују плес изведен током ритуала за привлачење кише у време суше, јер је кинески змај био повезан са кишом, где извођачи облаче зеленог змаја свирајући флауту тамо где се риба претворила у змаја. Савремени плес змајева користи лагану структуру којом манипулише десетак мушкараца користећи мотке у правилним интервалима дуж дужине змаја, а неки облици змаја могу бити веома дугачки и укључују стотине извођача. У Кини постоји више од 700 различитих змајевих плесова.
Претпоставља се да је плес лавова представљен изван Кине јер лав није пореклом из Кине. Предложено порекло плеса укључује Индију и Перзију, мада су неки предложили и порекло из Кине. Детаљан опис плеса лавова појавио се током династије Танг и тада је препознат као страни, али плес је постојао у Кини већ у трећем веку нове ере.  Током Северне и Јужне династије имала је везе са будизмом. Верзију плеса лавова налик модерном плесу лава описао је песник Танг Баи Јуи у својој песми "Western Liang Arts" (西凉 伎), где плесачи носе костим лава направљен од дрвене главе, свиленог репа и крзненог тела, са очима позлаћеним златом и зубима обложеним сребром и ушима које се мичу. Постоје два главна облика кинеског лављег плеса: Северни лав и Јужни лав. Облик Плеса лавова налази се и на Тибету где се назива Плес снежног лава.